# Mie Takeda
Mie Takeda (jap. 竹田 弥栄, Takeda Mie; * 13. November 1976 in Myōkōkōgen (heute: Myōkō), Präfektur Niigata) ist eine ehemalige japanische Biathletin.
Mie Takeda lebt und trainiert in Sapporo auf Hokkaidō. Die Sportsoldatin der Tōki Sengi Kyōikutai (Tōsenkyō) startet auch für diese Gattung der Streitkräfte. 1995 begann die Athletin mit dem Biathlonsport. In Östersund gab sie 1996 ihr Debüt im Biathlon-Weltcup und wurde 78. eines Einzels. Erster Höhepunkt der Karriere wurde die Teilnahme an den Olympischen Winterspielen 1998 in Nagano. Sie war die jüngste Teilnehmerin des Gastgeberlandes im Biathlon. Bei den Wettbewerben in Nozawa Onsen verpasste sie als 61. des Sprints um einen Rang das Verfolgungsrennen und wurde mit Mami Shindō, Hiromi Suga und Ryōko Takahashi 14. des Staffelrennens. In der nacholympischen Saison gewann Takeda in Antholz als 19. eines Sprints erstmals Weltcuppunkte. Höhepunkt der Saison wurden die Weltmeisterschaften am Holmenkollen in Oslo, wo die Japanerin 55. des Einzels wurde. Nach der Saison 1999/2000 beendete sie ihre Karriere.

## Bilanz im Biathlon-Weltcup
Die Tabelle zeigt alle Platzierungen (je nach Austragungsjahr einschließlich Olympische Spiele und Weltmeisterschaften).
- 1.–3. Platz: Anzahl der Podiumsplatzierungen
- Top 10: Anzahl der Platzierungen unter den ersten zehn (einschließlich Podium)
- Punkteränge: Anzahl der Platzierungen innerhalb der Punkteränge (einschließlich Podium und Top 10)
- Starts: Anzahl gelaufener Rennen in der jeweiligen Disziplin

| Platzierung | Einzel | Sprint | Verfolgung | Massenstart | Team | Staffel | Gesamt |
| ----------- | ------ | ------ | ---------- | ----------- | ---- | ------- | ------ |
| 1. Platz    |        |        |            |             |      |         |        |
| 2. Platz    |        |        |            |             |      |         |        |
| 3. Platz    |        |        |            |             |      |         |        |
| Top 10      |        |        |            |             |      | 2       | 2      |
| Punkteränge | 1      | 1      |            |             |      | 4       | 6      |
| Starts      | 10     | 20     | 8          | 1           |      | 5       | 44     |